# 29 (アルバム)
『29』（トゥエンティナイン）はDIMENSIONのアルバム。2016年10月26日にZAIN RECORDSから発売。

## 解説
本作は「今回は楽曲制作にかなりの時間を費やした」という解説がなされていることに関して、勝田一樹曰く、「本作の制作期間は半年以上はかかってるけど、それぞれ別の仕事もあったから。そういった意味で、時間がかかった」とのこと。

## 収録曲
1. The Road To Peace
2. Night Bird
3. Timeline
4. Get Up With It
5. 3 Focus
6. Groovology
7. The Second Place
8. Hope
9. Keep Going
10. Blue Room

## スタッフ・クレジット

### 参加ミュージシャン
DIMENSION :
増崎孝司 - エレクトリックギター
小野塚晃 - キーボード、ピアノ、プログラミング
勝田一樹 - サックス
サポート・ミュージシャン:
- 則竹裕之 - ドラム
- 坂東慧（T-SQUARE） - ドラム
- 種子田健 - ベース
- 川崎哲平 - ベース
- 二家本亮介 - ベース